# Rise (Shaggy)
Rise è l'undicesimo album discografico in studio del cantante giamaicano naturalizzato statunitense Shaggy, pubblicato nel 2012. Diverse tracce sono già presenti nel disco precedente, ma questo album è pubblicato per un mercato più vasto, compreso quello europeo.

## Tracce
1. Rise – 3:11
2. Girls Just Want to Have Fun (feat. Eve) – 3:41
3. Dame (feat. Kat Deluna) – 3:28
4. Fired Up (Fuck the Rece$$ion!) (feat. Pitbull) – 3:18
5. Diva – 3:05
6. World Citizen (feat. Jahcoustix) – 3:01
7. Feeling Alive (feat. Agent Sasco) – 3:23
8. Just Another Girl (feat. Tarrus Riley) – 2:56
9. Sugarcane – 3:27
10. End of the World (Drink Up) – 3:10
11. The Only One (Lie to Me) (feat. Jaiden) – 4:36
12. Soldiers Story (feat. Jaiden) – 3:47
13. Hurting – 3:49
14. Get Back My Baby – 3:57
15. Fly High (feat. Gary "Nesta" Pine) – 3:50